# Акра (Крым)
Акра — небольшой древнегреческий портовый город (по словам древнегреческих авторов — маленькое селение) в Крыму, существовавший с конца VI века до нашей эры по IV век нашей эры.
Город-порт располагался в самой южной точке Керченского пролива, у подножия мыса Такиль (по словам Страбона — незамерзающий порт Боспорского царства). Вследствие опускания берега, часть городища — слои IV века до н. э., в том числе 30-метровый отрезок оборонительной стены, находится под водой. Акру называют «Крымской Атлантидой».

## Исследования
Кроме Страбона, Акра упоминалась Птолемеем, Стефаном Византийским, в перипле Псевдо-Арриана и Элием Геродианом.
Первое обследование в 1976 году провели исследователи городища Китей Е. А. Молев и Н. В. Молева. На приморской террасе южнее научной базы АзЧерНИРО были найдены антропоморфные стелы и амфорное клеймо Родоса, на пляже — эллинистическая керамика. В начале 1980-х годов на песчаной косе между озером Яныш и морем А. В. Куликовым вблизи научной базы АзЧерНИРО было найдено более ста пятидесяти античных монет и других античных предметов. Эти находки послужили поводом для последующих исследований. Также А. Куликов первым зарисовал очертания берега в районе городища. Летом 1982 году В. Н. Холодков (Керченский музей-заповедник) провёл первые раскопки, как на пересыпи, так и на холме к югу от озера, в ходе которых были открыты культурные напластования античной эпохи без чётко выраженной стратиграфии. А. Н. Шамрай обнаружил остатки древней стены под водой и колодец. В 1983—1985 годах К. К. Шилик (ЛОИА АН СССР) начал подводные исследования этого района и установил, что древний город лежит на глубине до 4 метров, а к востоку от него, мористее и до глубины 7 метров располагалась гавань. В ходе подводных разведок были обнаружены оборонительные стены, две башни и колодец, в заполнении которого были найдены семь амфор Гераклеи Понтийской IV в. до н. э., фрагменты чёрнолаковой посуды, обломок свинцового якорного штока, деревянные детали, сделанные на токарном станке. Археологические исследования Акры, как на суше, так и в её подводной части, в 1994—1997 годах продолжил А. В. Куликов (Керченский музей-заповедник).
С 2011 года археологическое изучение памятника проводит совместная экспедиция КРУ «Черноморский центр подводных исследований» (до 2012 г. Департамент подводного наследия ИА НАН Украины) и Государственного Эрмитажа, руководители проекта — В. В. Вахонеев и С. Л. Соловьёв.
Памятник поставлен на учёт и охраняется государством.

## География
Город занимал северо-восточную оконечность мыса, образованного устьем древней безымянной реки и Боспором Киммерийским (Керченским проливом). Его территория, вероятно, имела форму трапеции площадью около 3,5 га, в настоящее время почти полностью скрытая водами Чёрного моря, за исключением небольшого западного участка на песчаной перемычке, превратившей устье реки в современное озеро Яныш у побережья Керченского пролива. Вследствие трансгрессии Чёрного моря, начавшейся около середины I тыс. н. э., древний город оказался на глубине, достигающей 4 метров. Особенности волнового режима в этой части побережья Керченского полуострова привели к тому, что культурные слои древнего города в основном не были размыты и его постройки полностью не разрушены, а лишь частично занесены морским песком.